# Атлашево
Атла́шево (чув. Тутаркасси) — деревня в Чебоксарском районе Чувашской Республики. Входит в состав Атлашевского сельского поселения.

## География
Находится в северной части Чувашии на расстоянии приблизительно 15 км на восток по прямой от районного центра поселка Кугеси на правом берегу реки Цивиль, сливаясь с поселком Новое Атлашево.

## История
Известна с 1763 года, когда в ней отмечено было 93 жителя мужского пола. В 1795 году учтено было 40 дворов, 238 жителей, в 1859 — 57 дворов, 356 жителей, 1897—446 жителей, 1926—120 дворов, 538 жителей, 1939—588 жителей, в 1979—365. В 2002 году 119 дворов, в 2010—129 домохозяйств. В период коллективизации был организован колхоз «Маяк», в 2010 году действовал СХК «Атлашевский».

## Население
Постоянное население составляло 304 человека (чуваши 97 %) в 2002 году, 410 в 2010.